# Lista de episódios de Daredevil
Daredevil é uma série de televisão americana da Netflix. É uma série dramática e de ação, baseada no personagem Demolidor da Marvel Comics, que mostra Matt Murdock/Demolidor, um advogado cego de dia que combate o crime à noite. Se passa no Universo Cinematográfico Marvel (MCU/UCM), compartilhando continuidade com os filmes e outras séries de tevisão da franquia.
Até 18 de maio de 2016, 26 episódios de Daredevil foram lançados pela Netflix, concluindo a segunda temporada. A série foi renovada para uma terceira temporada, anunciada 21 de julho de 2016 para ser lançada em 2018.

## Resumo
| Temporada | Temporada | Episódios | Episódios | Originalmente lançado |
| --------- | --------- | --------- | --------- | --------------------- |
|           | 1         | 13        | 13        | 10 de abril de 2015   |
|           | 2         | 13        | 13        | 18 de março de 2016   |
|           | 3         | 13        | 13        | 19 de outubro de 2018 |

## Episódios

### 1.ª temporada (2015)
| 1  | 1  | "Into the Ring" "No Círculo"                     | Phil Abraham       | Drew Goddard                        | 10 de abril de 2015 |
| 2  | 2  | "Cut Man" "Fio da Navalha"                       | Phil Abraham       | Drew Goddard                        | 10 de abril de 2015 |
| 3  | 3  | "Rabbit in a Snowstorm" "Camuflagem"             | Adam Kane          | Marco Ramirez                       | 10 de abril de 2015 |
| 4  | 4  | "In the Blood" "Está no Sangue"                  | Ken Girotti        | Joe Pokaski                         | 10 de abril de 2015 |
| 5  | 5  | "World on Fire" "Em Chamas"                      | Farren Blackburn   | Luke Kalteux                        | 10 de abril de 2015 |
| 6  | 6  | "Condemned" "Condenado"                          | Guy Ferland        | Joe Pokaski & Marco Ramirez         | 10 de abril de 2015 |
| 7  | 7  | "Stick"                                          | Brad Turner        | Douglas Petrie                      | 10 de abril de 2015 |
| 8  | 8  | "Shadows in the Glass" "Sombras com Reflexo"     | Stephen Surjik     | Steven S. DeKnight                  | 10 de abril de 2015 |
| 9  | 9  | "Speak of the Devil" "E por Falar no Diabo"      | Nelson McCormick   | Christos Gage & Ruth Fletcher Gage  | 10 de abril de 2015 |
| 10 | 10 | "Nelson v. Murdock" "Nelson vs. Murdock"         | Farren Blackburn   | Luke Kalteux                        | 10 de abril de 2015 |
| 11 | 11 | "The Path of the Righteous" "O Caminho dos Bons" | Nick Gomez         | Steven S. DeKnight & Douglas Petrie | 10 de abril de 2015 |
| 12 | 12 | "The Ones We Leave Behind" "Pelos que Ficam"     | Euros Lyn          | Douglas Petrie                      | 10 de abril de 2015 |
| 13 | 13 | "Daredevil" "Demolidor"                          | Steven S. DeKnight | Steven S. DeKnight                  | 10 de abril de 2015 |

### 2.ª temporada (2016)
| N.º na série | N.º na temp. | Título                                                            | Dirigido por      | Escrito por                                                              | Lançamento          |
| ------------ | ------------ | ----------------------------------------------------------------- | ----------------- | ------------------------------------------------------------------------ | ------------------- |
| 14           | 1            | "Bang"                                                            | Phil Abraham      | Douglas Petrie & Marco Ramirez                                           | 18 de março de 2016 |
| 15           | 2            | "Dogs to a Gunfight" "Cães na Mira"                               | Phil Abraham      | Marco Ramirez & Douglas Petrie                                           | 18 de março de 2016 |
| 16           | 3            | "New York's Finest" "Para Servir e Proteger"                      | Marc Jobst        | Mark Verheiden                                                           | 18 de março de 2016 |
| 17           | 4            | "Penny and Dime" "Uni Duni Tê"                                    | Peter Hoar        | John C. Kelley                                                           | 18 de março de 2016 |
| 18           | 5            | "Kinbaku"                                                         | Floria Sigismondi | Lauren Schmidt Hissrich                                                  | 18 de março de 2016 |
| 19           | 6            | "Regrets Only" "Só Arrependimento"                                | Andy Goddard      | Sneha Koorse                                                             | 18 de março de 2016 |
| 20           | 7            | "Semper Fidelis"                                                  | Ken Girotti       | Luke Kalteux                                                             | 18 de março de 2016 |
| 21           | 8            | "Guilty as Sin" "Mea Culpa"                                       | Michael Uppendahl | Whit Anderson                                                            | 18 de março de 2016 |
| 22           | 9            | "Seven Minutes in Heaven" "Sete Minutos no Paraíso"               | Stephen Surjik    | Marco Ramirez & Lauren Schmidt Hissrich                                  | 18 de março de 2016 |
| 23           | 10           | "The Man in the Box" "O Homem na Caixa"                           | Peter Hoar        | História por : John C. Kelley Roteiro por : Whit Anderson & Sneha Koorse | 18 de março de 2016 |
| 24           | 11           | ".380" "38"                                                       | Stephen Surjik    | Mark Verheiden                                                           | 18 de março de 2016 |
| 25           | 12           | "The Dark at the End of the Tunnel" "A Escuridão no Fim do Túnel" | Euros Lyn         | Lauren Schmidt Hissrich & Douglas Petrie                                 | 18 de março de 2016 |
| 26           | 13           | "A Cold Day in Hell's Kitchen" "Um Dia Frio no Inferno"           | Peter Hoar        | Douglas Petrie & Marco Ramirez                                           | 18 de março de 2016 |

### 3.ª temporada (2018)
A série foi renovada para uma terceira temporada em julho de 2016. Inicialmente pensada para ser lançado em 2017, o COO da Netflix, Ted Sarandos, declarou pouco depois do anúncio de que a temporada não estrearia até o início de 2018, depois que The Defenders for lançado em 18 de agosto de 2017.

Episódio 01 - Ressurreição
Episódio 02 - Por Favor
Episódio 03 - Punição Divina
Episódio 04 - Ponto Cego
Episódio 05 - O Jogo Perfeito
Episódio 06 - Velho Conhecido
Episódio 07 - Consequências
Episódio 08 - Andar de Cima, Andar de Baixo
Episódio 09 - Revelações
Episódio 10 - Karen
Episódio 11 - Encontro de Amigos
Episódio 12 - Última Chance
Episódio 13 - Um Novo Guardanapo